# 潘世义
潘世义（1890年—1948年），又名潘劍秋，中国建筑设计师，上海青浦县小东圩人，天主教徒。上海土山湾建筑设计师潘克恭次子。从徐汇公学毕业后，1909年留学法国在巴黎大学Sorbonne Université学习建筑设计，1912年回国，先工作于上海法工部局打样间，后自行开设潘世义建筑师事务所。中華工程師學會会员。留法俭学会成员。

他在中学毕业后，至法国巴黎大学学习建筑学；于1912年回到上海。潘公回国后被法租界聘请为工浦局大打洋，即法租界首席建筑设计师。十多年后，华工抗议工资和待遇不公而罢工，潘同情他们，而向总督抗议。后来辞职，才开设了自己的建筑事务所。那次事件后华工们在南京路上树一铜碑，记录和传颂潘的正气大义。
潘公在上海的海格路（现华山路）999号开设的“潘世义建筑事务所”，曾承接设计和建造了诸多的优秀建筑。潘公是旧时上海天主教教会的主要建筑设计师。其设计的三所著名教堂，分别为上海市青浦泰来桥的无原罪圣母堂，上海市的息焉堂（亦有记载称该作品是由潘世义与邬达克共同合作设计完成）及南通市的狼山露德圣母堂。除此之外，潘世义的作品还包括现在上海复兴公园和部分淮海路的规划设计。

## 建筑作品

### 教堂
- 江苏省南通市狼山镇狼山北麓狼山圣母堂[5]，1937年5月9日建成[3][6]，潘世义一人承担测量、勘探、设计、集材、施工管理等工作[2]
- 息焉堂（有争议）[7][8][6][3]
- 已被拆毁的曹家渡圣弥额尔堂[7]
- 青浦南门泰来桥天主堂，1927年设计。2001年列入文物保护单位[3][7]

### 医院
- 上海广慈医院产科病房大楼，1922年建成。2005年列入上海市优秀历史建筑、上海市优秀保护建筑。[3]

## 拓展阅读
- 海门教区. . 信德网. 信德文化学会. 2014-12-16  [2023-08-14]. （原始内容存档于2023-08-14）.